# Vết Tối Nhỏ

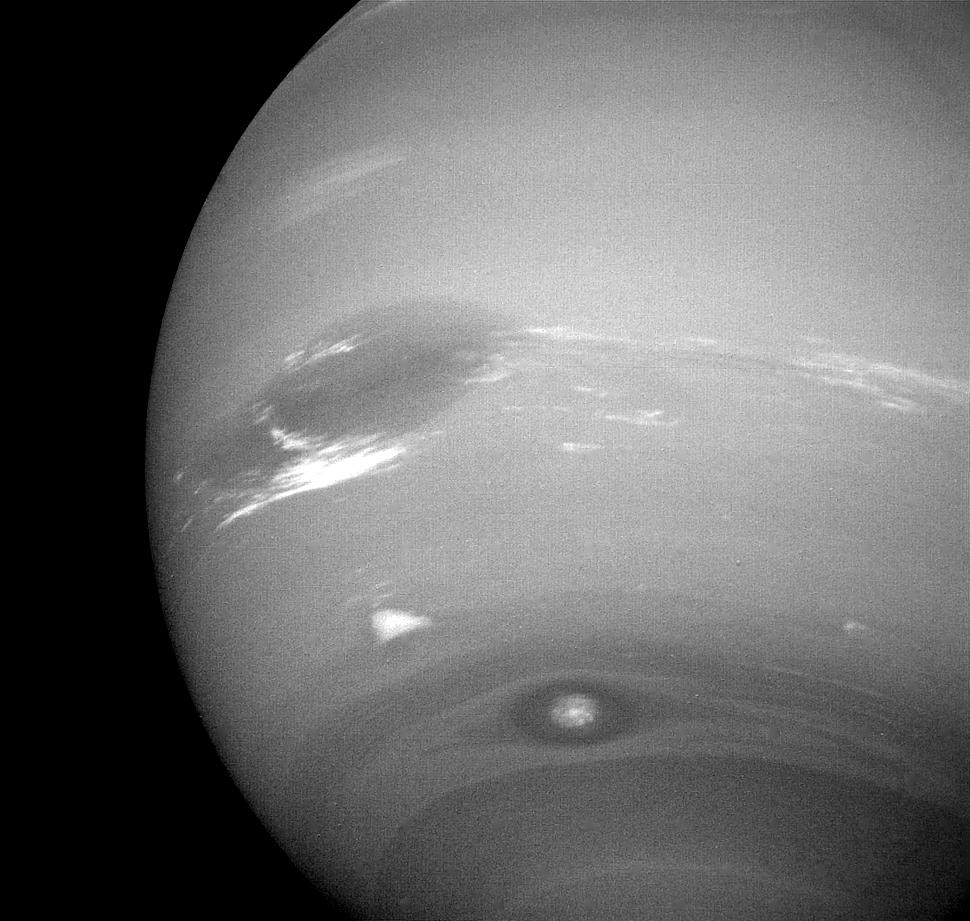
Great Dark Spot (trên cùng), Scooter (đám mây trắng giữa) và Small Dark Spot (dưới cùng).

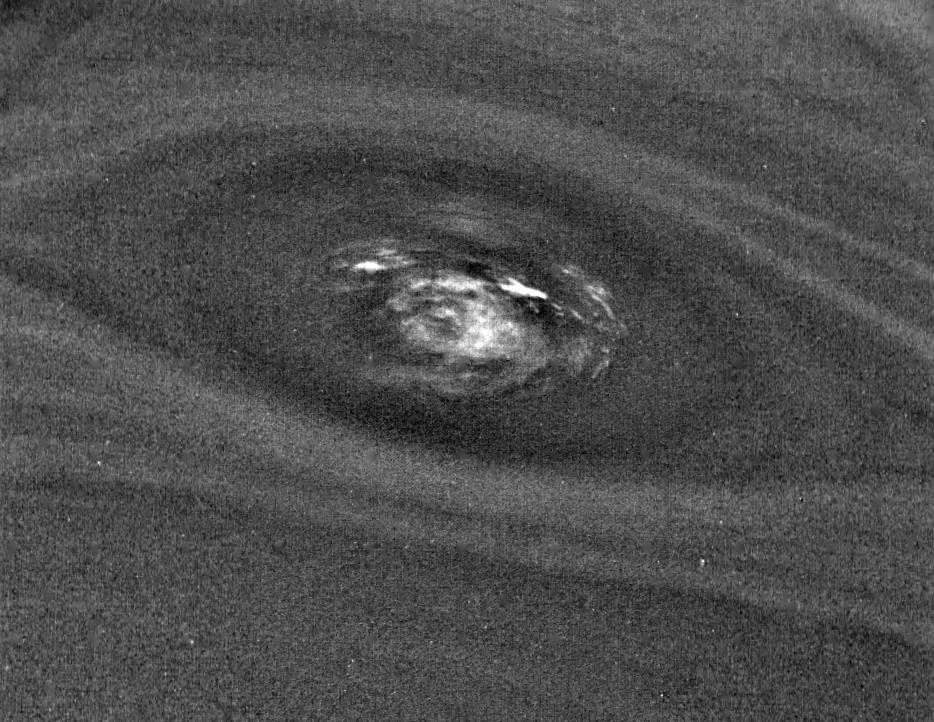
Một cái nhìn độ phân giải cao của Điểm tối nhỏ

Vết tối nhỏ, đôi khi còn được gọi là Điểm tối 2 hoặc Mắt phù thủy, là một cơn bão xoáy ở phía nam trên hành tinh Hải vương tinh. Đó là cơn bão dữ dội thứ hai trên hành tinh vào năm 1989, khi Voyager 2 bay qua hành tinh này. Khi Kính viễn vọng Không gian Hubble quan sát Sao Hải Vương vào năm 1994, cơn bão đã biến mất.